# Bühl (Baden)
Bühl is een gemeente in de Duitse deelstaat Baden-Württemberg, en maakt deel uit van het Landkreis Rastatt.
Bühl telt 28.889 inwoners.

## Geografie
Bühl heeft een oppervlakte van 73,21 km² en ligt in het zuidwesten van Duitsland.

## Geboren in Bühl
- Dominik Moll (1962), filmregisseur en scenarist

Au am Rhein · Bietigheim · Bischweier · Bühl · Bühlertal · Durmersheim · Elchesheim-Illingen · Forbach · Gaggenau · Gernsbach · Hügelsheim · Iffezheim · Kuppenheim · Lichtenau · Loffenau · Muggensturm · Ötigheim · Ottersweier · Rastatt · Rheinmünster · Sinzheim · Steinmauern · Weisenbach